# 포충증
포충증, 포낭충증(Echinococcosis)은 에키노코쿠스계 조충류의 기생병의 하나이다.